# Hybomys basilii
Hybomys basilii là một loài động vật có vú trong họ Chuột, bộ Gặm nhấm. Loài này được Eisentraut mô tả năm 1965.